# Organisation de la Luftwaffe (Wehrmacht)
Selon les termes du traité de Versailles en 1919, l'Allemagne n'a pas le droit d'avoir une aviation militaire. Mais des pilotes allemands sont secrètement formés pour l'aviation militaire en Union soviétique dès la fin des années 1920, puis en Allemagne au début des années 1930, sous le couvert de l'Association allemande des sports aériens (en allemand : Deutscher Luftsportverband (DLV)) à l'école centrale des pilotes commerciaux (en allemand : Verkehrs der Zentrale Fliegerschule (ZVF)).
La formation de la Luftwaffe a été officiellement annoncée en février 1935, par son commandant en chef (en allemand : Oberbefehlshaber der Luftwaffe) ; le Reichsmarschall Hermann Göring, en violation flagrante du traité de Versailles. Grâce à d'importantes subventions, la Luftwaffe devint la force aérienne la plus puissante en Europe au cours de ses premières années.

## Histoire de la formation de la Luftwaffe et de son expansion

L'emblème des forces armées allemandes de la Seconde Guerre mondiale, le Balkenkreuz.

Au sein du commandement de la force aérienne allemande, l'opinion générale était que la Luftwaffe devait avoir un rôle d'appui tactique des forces au sol et de domination de l'espace aérien, plutôt qu'une force aérienne stratégique. Par conséquent, la Luftwaffe est organisée de manière similaire à l'armée de terre. Ses unités ont une composition flexible dans laquelle des sous-ensembles peuvent être ajoutés ou retirés en cas de besoin. Ces sous-unités ont tendance à être semi-autonome et très mobiles.
Elles connaissent leur baptême du feu lors de la guerre civile espagnole où la Luftwaffe peaufine son organisation et ses tactiques de combat.
En septembre 1939, elle représente une force de 4 000 avions et de 40 000 personnels, 1 700 000 en 1941. 571 000 d'entre eux sont dans les unités anti-aériennes et 18 % sont dans la branche des transmissions. Seulement 36 % soit 588 000 personnes composent des équipages navigants, mais cela comprend également le personnel d'entretien des aéronefs. À la fin de la guerre, le 8 mai 1945, plus de 97 000 équipages aériens seront signalés morts, blessés ou disparus.

### Tactiques de combat aérienFormation finger-four (à 4 doigts)

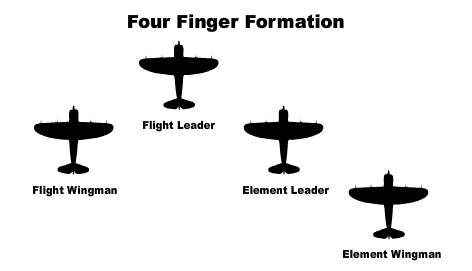
Formation à 4 doigts adoptée par la Luftwaffe.

Pendant la guerre civile espagnole, les as de la Luftwaffe Werner Mölders et Günther Lützow ont créé une nouvelle stratégie de formation pour les escadres de chasse (en allemand : Jagdgeschwadern). Deux avions en vol forment une paire appelée "gang" (en allemand rotte). Deux paires constituent un « essaim » (en allemand Schwarm). Les quatre avions effectuent ce que l'on appelle la formation à 4 doigts. Ces appareils sont écartés de telle sorte que chaque pilote possède une visibilité maximale.
Dans cette formation, le leader (en allemand rottenführer, littéralement "guide du gang") est à l'avant, son partenaire est à gauche, l'autre Rotte est à droite du leader, le Schwarm pouvant facilement se séparer en deux Rotte distincts lors des combats. Cette tactique est beaucoup plus souple que la rigidité de trois avions en "Vic", formation utilisée par les chasseurs anglais au début de la guerre, qu'ils abandonneront pour adopter la tactique allemande lors de la "bataille d'Angleterre". Dans le Schwarm, chaque avion a suffisamment d'espace pour manœuvrer, les pilotes sont donc libres de scruter l'horizon à la recherche d'avions ennemis plutôt que de se concentrer sur le maintien d'une formation serrée.

## Les niveaux de l'organisation de la Luftwaffe

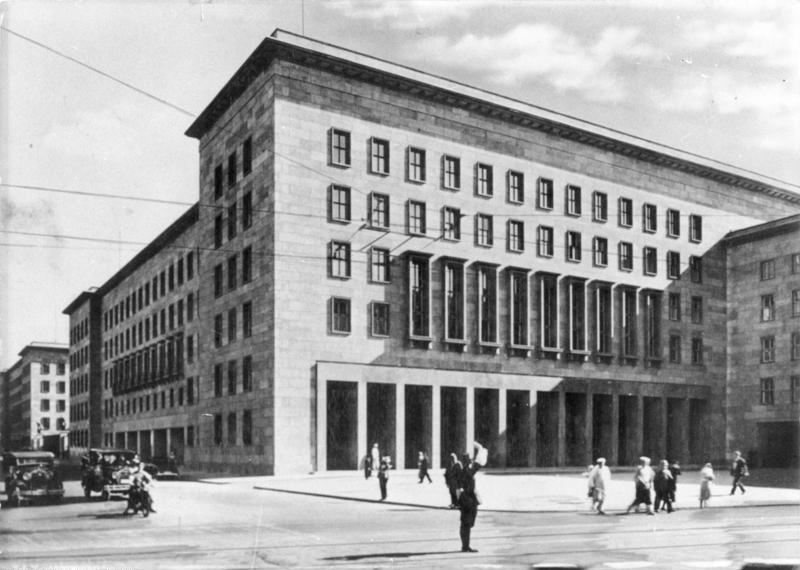
Le Reichsluftfahrtministerium, ou le ministère de l'Air du Reich sur Leipziger Straße à Berlin en 1938

Tous les aspects de l'aviation tant civile que militaire sont sous le contrôle du ministère de l'Air du Reich (le Reichsluftfahrtministerium, RLM), lui-même sous le contrôle du "commandement supérieur des forces armées" (en allemand : Oberkommando der Wehrmacht) (OKW), c'est-à-dire de Hitler.
La force aérienne allemande est divisée en trois directions opérationnelles :
- troupes aériennes ;
- artillerie anti-aérienne ;
- troupes des transmissions de l'air.

Ces trois branches ont été subdivisées en sous-secteurs, tels que parachutistes, génie de l'air, corps médical de l'air, équipage de l'air... .

### Niveau opérationnel
Au niveau opérationnel, la Luftwaffe est divisée en flottes aériennes (en allemand : Luftflotten), responsables de régions géographiques particulières.
Au nombre de quatre en 1939, d'autres flottes aériennes seront créées en même temps que les forces armées allemandes s'étendront à travers l'Europe et en Afrique.
Chaque Luftflotte à son tour est divisée en Districts Aériens (en allemand : Luftgaue) et en Corps Aériens (en allemand : Fliegerkorps). Le but d'un Luftgaue était de fournir un soutien administratif et logistique à chaque aérodrome, alors que les Fliegerkorps contrôlaient toutes les questions opérationnelles.

### Niveau tactique
Chaque escadrille (Staffel) comporte en théorie 12 avions. Trois ou quatre escadrilles forment un groupe (Gruppe). Chaque groupe possède de plus une escadrille de commandement ("Stab.Gruppe"). Chaque Gruppe possède donc théoriquement de 48 à 60 appareils. Quatre "Gruppe" forment une escadre (Geschwader), mais des unités ou sous-unités peuvent être ajoutées ou supprimées. Ainsi, pour exemple, l'escadre de chasse 2 "Richthofen" ("Jagdgeschwader 2") possède d'octobre 1940 à janvier 1942 un groupe de réserve "Erganzungsgruppe", jamais créé pour l'escadre de chasse 1 "Oesau"...
Chaque unité a en théorie une tâche particulière (chasse, bombardement, transport...) et est équipée d'avions appropriés à cette tâche.
Pour plus de détails sur l'organisation des unités de la "Luftwaffe", voir chapitre "Liste des unités de l'Air de la Luftwaffe" plus bas sur cette page.

## Niveau stratégique - Oberkommando der Luftwaffe

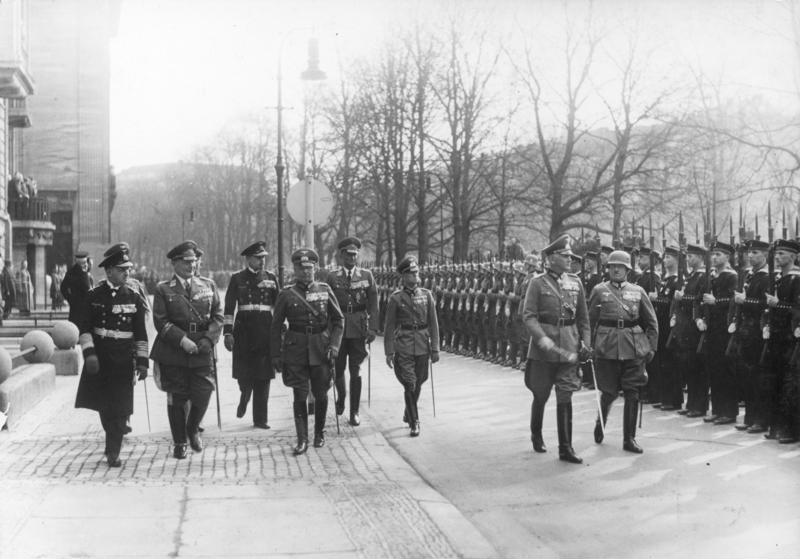
Le ministre de la Guerre et commandant de l'OKW Blomberg suivi par les trois chefs des forces armées lors de l'inspection d'un défilé en l'honneur de l'anniversaire de Blomberg en 1937

Le 5 février 1935, grâce aux efforts de Günther Korten et Karl Koller, le haut commandement de la Luftwaffe (en allemand : Oberkommando der Luftwaffe) (OKL), est formé. Le général-colonel (en allemand : Generaloberst) Hans Jeschonnek est nommé chef d'état-major de l'OKL. Cela a créé un commandement militaire de l'ensemble englobant le ministère de l'Air du Reich (RLM), contrôlant tous les aspects de l'aviation. L' OKL couvre tous les services ainsi que le personnel opérationnel de la Luftwaffe.
Les parties suivantes de la Luftwaffe étaient sous son commandement :
- L'état-major
- Le personnel opérationnel
- Les armes d'inspection
- Inspecteur des forces aériennes (en allemand : General der Jagdflieger)
- L'approvisionnement et des équipements
- Une division des transmissions

Les autres composantes, telles que l'armement et la fabrication des avions sont restés sous le contrôle de la RLM.
L' OKL est dirigée par le chef d'état-major général. Il est stratégiquement divisé en huit commandements (en allemand : 'Abteilungen) numérotées consécutivement. Les commandements sont :
- Commandements des opérations
- Direction des organisations
- Direction des formations
- Direction des mouvements de troupes
- Direction du renseignement
- Direction Équipement et matériels
- Direction des Archives historiques
- Direction du personnel

Il y a aussi dix-sept services d'inspection :
- Inspection de la Luftwaffe (en allemand : Luftwaffen Inspektion) 1 - Reconnaissance
- Luftwaffen Inspektion 2 - Bombardiers et bombardiers en piqué (General der Kampfflieger)
- Luftwaffen Inspektion 3 - Avions de combat et d'attaque au sol (General derJagdflieger)
- Luftwaffen Inspektion 5 - La sécurité aérienne et l'équipement
- Luftwaffen Inspektion 6 - Véhicules à moteur
- Luftwaffen Inspektion 7 - Transmissions(General der Nachrichtentruppe)
- Luftwaffen Inspektion 8 - Avions de la marine (dissoute en 1942)
- Luftwaffen Inspektion 9 - Les écoles de formation de pilotes
- Luftwaffen Inspektion 10 - Troupe de service et entrainement
- Luftwaffen Inspektion 11 - Parachutisme et forces aérotransportables
- Luftwaffen Inspektion 12 - Navigation
- Luftwaffen Inspektion 13 - Défense aérienne (sous le contrôle du Secrétaire d'État à l'aviation)
- Luftwaffen Inspektion 14 - Médical
- Luftwaffen Inspektion 15 - Zones de défense de l'Air
- Luftwaffen Inspektion 16 - Les services aériens de sauvetage en mer
- Luftwaffen Inspektion 17 - Les troupes de construction et prisonniers de guerre (sous le contrôle du Secrétaire d'État à l'aviation)
- Luftwaffen Inspektion 18 - Unités de la Luftwaffe sur le terrain

## Niveau opérationnel - Luftflotten et Fliegerdivisionen
Six Luftkreise (Commandement des services aériens) ont été établis le 1er avril 1934. Ils ont la taille d'un corps d'armée de l'air et ont été les unités territoriales élémentaires de la Luftwaffe suivant son organisation géographique. Leur quartier général était tel qu'il figure dans le tableau :
| Luftkreis          | Quartier général |
| ------------------ | ---------------- |
| Luftkreis I        | Königsberg       |
| Luftkreis II       | Berlin           |
| Luftkreis III      | Dresde           |
| Luftkreis IV       | Münster          |
| Luftkreis V        | Munich           |
| Luftkreis VI (mer) | Kiel             |

Chaque Luftkreis est dirigé par un Höherer Fliegerkommandeur (commandant de l'Air Senior) chargé de toutes les unités de l'aviation dans sa région. cela incluait notamment, deux ou trois Luftgaukommandos (commandement d'administration), un commandement de transmission, un bataillon médical et un groupe d'achat et d'approvisionnement. Leurs zones d'opérations aussi incluent les aérodromes civils et la défense aérienne civile. L'année suivante, tous les bataillons de remplacement dans cette région ont été mis sous leur contrôle. En 1936, elles ont été étendues à la taille d'un régiment ou Fliegerersatzregimente. De 1935 à 1936, les unités Flak dans leur région ont aussi été rattaché sous leur commandement.
Hermann Göring et Erhard Milch ont nommé des lieutenant-généraux à la retraite de conduire chaque Luftkreis, comme Hans Halm, Edmund Wachenfeld et Leonhard Kaupisch. Ils ont été promus au grade de General der Flieger. Un officier de marine à la retraite, Konrad Zander a également été promu et chargé de la Luftkreis VI pour soutenir les unités navales. Deux officiers de la Luftwaffe, le colonel Hugo Sperrle et le major général Karl Schweickhard ont été mis à la tête des deux autres Luftkreise sans être promu.
Sur le plan opérationnel, l'organisation de la Luftwaffe a subi des changements en juillet 1938. Les Luftkreise ont été regroupés en trois Luftwaffengruppenkommandos (Groupe de commandement de l'armée de l'air). En conséquence, le 1er août 1938, les Luftwaffenkommando Ostpreußen (Commandement de l'armée de l'air de la Prusse orientale) remplace la Luftkreis 1. Ce changement a également rendu les trois chiffres identificateurs d'un Geschwader plus sensés. À partir du 1er novembre 1938, les identifiants de la Geschwader ont été modifiés. Le troisième chiffre de l'identifiant d'unité a été remplacée par le même chiffre que son parent de Luftwaffengruppenkommando. Par exemple, toutes les unités sous la Luftwaffengruppenkommando 1 (État-major à Berlin) a le troisième chiffre de leurs identifiants remplacé par un «1». Pour les unités sous la Luftwaffengruppenkommando Ostpreußen, le troisième chiffre a été remplacé par un zéro.
À la fin du mois d'avril 1939, une autre Luftwaffengruppenkommando a été ajouté. Les quatre Luftwaffengruppenkommando ont été rebaptisés Luftflotte (flottes aériennes). Les Geschwaders au titre de chaque Luftflotte ont été renumérotés séquentiellement. Chaque Luftflotte a reçu un lot de 25. Par exemple les Geschwaders de la Luftflotte 1 ont été numérotés de 0 à 25, les Geschwaders de la Luftflotte 2 du numéros 26 à 50, et ainsi de suite.

### Luftgaue
Dans le cadre du ministère de l'Air, à des fins administratives, la Luftwaffe a été organisée en Luftgaue (Districts aérien). Ils sont commandés par une personne de rang de Generalmajor ou Air Commodore avec un personnel de 50 à 150 officiers et hommes de troupe. Un Luftgau est responsable de toutes les activités administratives, telles que la formation, l'administration, la maintenance, la défense aérienne, les transmissions, le recrutement et le personnel de réserve. Le leader de chaque Generalmajor Luftgau signalés au ministère de l'Air. Ces Luftgaue basés en Allemagne ont été numérotés non consécutivement en chiffres romains. Les Luftgaue basés dans l'Europe occupée ont été nommés d'après leur emplacement.
Chaque Luftgau a ses propres sections dans les domaines suivants:
- Opérations
- Adjudant
- Juridique
- Administration
- Transmissions
- Logistique
- Zones d'accès restreint de vol

Ces sections sont numérotées en chiffres arabes, suivi d'un identifiant Luftgau. Par exemple, la section 3 de Luftgau VI est désigné 3/VI. Les unités volantes utilisent les services d'un Luftgau par Flughafenbereichkommandanturen (aérodrome de commandement régional). Chaque Luftgau possède généralement cinq de ces aérodromes. Chaque commandement régional a été divisé en cinq ou plus Einsatzhafenkommandanturen (aérodrome de commandement opérationnel). Les commandements opérationnels sont situés sur les aérodromes où servent les unités de vol.
| Luftgau                        | Quartier général |
| ------------------------------ | ---------------- |
| Luftgau I                      | Königsberg       |
| Luftgau II                     | Stettin          |
| Luftgau III                    | Berlin           |
| Luftgau IV                     | Dresde           |
| Luftgau V                      | Stuttgart        |
| Luftgau VI                     | Münster          |
| Luftgau VII                    | Munich           |
| Luftgau VIII                   | Breslau          |
| Luftgau IX                     | Weimar           |
| Luftgau X                      | Hambourg         |
| Luftgau XI                     | Hanovre          |
| Luftgau XII                    | Giessen          |
| Luftgau XIII                   | Nuremberg        |
| Luftgau XIV                    |                  |
| Luftgau XV                     |                  |
| Luftgau XVI                    |                  |
| Luftgau XVII                   |                  |
| Luftgau Belgien-Nordfrankreich |                  |
| Luftgau Charkow                |                  |
| Luftgau Finnland               |                  |
| Luftgau Holland                |                  |
| Luftgau Kiew                   |                  |
| Luftgau Moskau                 |                  |
| Luftgau Norwegen               |                  |
| Luftgau Ostland                |                  |
| Luftgau Petersburg             |                  |
| Luftgau Rostow                 |                  |
| Luftgau Süd                    |                  |
| Luftgau Westfrankreich         |                  |

### Luftflotte

Drapeau du Chef d'une Luftflotte.

Dans le cadre du plan opérationnel de l'OKL, toutes les unités de la Luftwaffe ont été organisées en Luftflotte. ce qui équivaut à un groupe d'armées. Sa taille et le nombre d'unités subordonnées sont flexibles et peuvent changer en fonction des besoins. Les Luftflotten ont été créés en fonction de la zone géographique. Au fur et à mesure de l'avancement du champ de bataille, de nouveaux territoires sont venus de joindre à la zone d'occupation allemande, de nouvelles Luftflotten ont donc été créés. Chaque Luftflotte, possède un adjudant ou officier d'état-major pour assister le commandant. Même si une Luftflotte pouvait être déplacée d'un endroit à un autre par le RLM, la Luftflotte a un contrôle absolu sur tous les aspects de l'aviation dans cette zone, y compris les opérations au sol. Ceci comprend aussi les services juridiques, l'administration, les transmissions et la logistique. Ils sont essentiellement divisés en commandements opérationnels ou administratifs. Les services de transmissions se compose de trois Luft-Nachrichtenregimenter (régiments de transmissions) dans une Luftflotte. Il y a également une unité de Fliegerabwehrkanone (Flak).
| Luftflotte                                                | Siège de l'état-major                                                         | Secteur des opérations                 | Campagnes majeures |
| --------------------------------------------------------- | ----------------------------------------------------------------------------- | -------------------------------------- | --- |
| Luftflotte 1                                              | Berlin                                                                        | Allemagne du Nord et de l'Est          | Campagne de Pologne, Russie du Nord                                                                                        |
| Luftflotte 2                                              | Brunswick                                                                     | Nord-Ouest de l'Allemagne              | Front de l'Ouest, Bataille d'Angleterre, Russie centrale, Italie, Afrique du Nord, campagnes d'Afrique et du Moyen-Orient. |
| Luftflotte 3                                              | Munich                                                                        | Sud-Ouest de l'Allemagne               | Front de l'Ouest 1939, bataille d'Angleterre, invasion de l'Europe.                                                        |
| Luftflotte 4                                              | Vienne                                                                        | Sud-Est de l'Allemagne                 | Campagne de Pologne, Campagne des Balkans, Sud de la Russie, Hongrie et Slovaquie.                                         |
| Luftflotte 5                                              | Oslo                                                                          | Norvège, Finlande et Nord de la Russie | Convois de l'Arctique et Russie du Nord.                                                                                   |
| Luftflotte 6                                              | Pologne, Pologne, déplacé à Bruxelles et plus tard à Smolensk, Crimée en 1941 | Russie centrale                        | Campagne de Pologne, Bohême-Moravie, la Slovaquie et la Croatie.                                                           |
| Luftflotte VII Zentral (renommé Luftflotte Reich en 1944) | Berlin                                                                        | Défense du Reich                       | Occupation du Danemark, province de Prusse-Orientale, îles Anglo-Normandes, libération de la Norvège et Hongrie.           |

Au moment du débarquement en Normandie en juin 1944, la Luftflotte 3, avec ses unités sous son commandement, était disséminéé sur toute la France. Le X. Fliegerkorps a été transféré de Grèce à Angers en France en mars 1944. Il a acquis les actifs de la Fliegerführer Atlantik.

### Fliegerkorps - Fliegerdivision et Fliegerführer

Drapeau du commandant d'une Fliegerdivision.

Une Luftflotte a été opérationnellement divisé en une ou plusieurs Fliegerkorps (Corps aérien) de taille variable, en fonction de sa zone d'opérations. Ils étaient responsables de toutes les questions opérationnelles telles que le déploiement, le trafic aérien, l'artillerie et la maintenance. Un Fliegerkorps pouvait être allouée à une autre Luftflotte selon la nature de l'opération. Il y a eu un total de 13 Fliegerkorps.
Similaire à la Luftflotte, chaque Fliegerkorps a sa propre zone géographique des opérations. Elle se compose de plusieurs Geschwader avec des Gruppen (groupes) de reconnaissance. Le Geschwader pouvait être soit de chasse, soit des unités de bombardement. Selon la nature ou le rôle du Fliegerkorps, celui-ci est composé uniquement de bombardiers ou d'unités de combat. Similaire à la Luftflotte, un Fliegerkorps possède également un adjutant, ainsi que d'autres services. Toutefois, il ne dépendent de la Luftflotte qu'à des fins administratives et d'approvisionnement. Les Fliegerkorps ont été numérotés en chiffres romains.
Lors de l'organisation initiale de la Luftwaffe, celle-ci a été divisée en Fliegerdivisionen. Toutefois, plus tard, au cours des réorganisations, la plupart de ces dernières ont été remplacées par les Fliegerkorps. Certaines sont restées en service sur le Front de l'Est.
Un Jagdkorps est une version plus spécialisée d'un Fliegerkorps à responsabilité limitée dans la chasse. Une Jagd-Division est subordonnée à un Jagdkorps mais spécialisée dans les opérations de combat. Les Jagd-Divisionen (divisions de combat) ont été actifs à un moment ou un autre durant cette période. L'ensemble de la force de chasse de la Luftwaffe est également appelée Jagdwaffe.
Selon les besoins des opérations, des groupements d'unités, de structure variable, rattachés à des luftflotten ou à des Fliegerkorps sont constitués sous les ordres d'un commandant appelé Fliegerführer (commandant de secteur aérien). Ce groupement porte également le nom de Fliegerführer suivi d'une indication relative au secteur où ce dernier opère (exemple : Fliegerführer Afrika).
Certains de ces groupements sont spécialisés dans la chasse et portent alors le nom de Jagdfliegerführer. Durant la guerre, il y a eu un total de 29 Fliegerführer et 26 Jagdfliegerführer.
La Luftwaffe a également affecté des divisions aux essais de nouveaux appareils ainsi que machines alliées capturées. Elles ont d'abord été sans numéro et simplement appelées Lehrdivision (division d'instruction), mais dans les dernières années, plusieurs Erprobungskommandos ont été créés pour tester ces nouveaux appareils spécifiques. Avec l'avion, elles ont également la responsabilité des essais des défenses anti-aériennes et des équipements de transmissions aériennes. Le personnel de ces divisions devait nécessairement avoir une expérience en combat. Les unités Lehr de ces divisions ont été généralement intégrées dans des unités opérationnelles, afin de recevoir un retour d'expérience des essais dans des conditions de combat. Ces divisions n'ont pas procédé à des essais d'avions expérimentaux. Comme la guerre continuait, quelques-unes de ces unités sous leurs commandements ont été utilisées à des fins opérationnelles.

## Niveau tactique - Geschwader, Gruppe et Staffel

### Geschwader
Dans la Luftwaffe, la plus grande unité mobile et autonome est le Geschwader. Un Geschwader est l'équivalent d'un Wing dans la Royal Air Force ou d'une escadre dans l'aviation française. Il est utilisé à des fins diverses telles que les bombardements, l'interception, d'attaque au sol et de reconnaissance. Un Geschwader est nommé en fonction de sa finalité.
Il y a plusieurs Geschwader qui ont le même rôle. Ils sont nommés avec un chiffre arabe qui suit sa désignation. Il a également été de coutume de donner un titre supplémentaire à un Geschwader en l'honneur d'une personne distinguée : par exemple, le Jagdgeschwader 2 a été nommé Jagdgeschwader 2 Richthofen en l'honneur de Manfred von Richthofen.
Chaque Geschwader est commandé par un Geschwaderkommodore. Cette personne a généralement le rang d'oberst (colonel), ou d'Oberstleutnant (lieutenant-colonel) ou encore major. Il est assisté d'une petite équipe avec un adjutant (major) pour les tâches opérationnelles ainsi qu'à des fins administratives. Il y a un Stabschwarm (personnel de vol) pour quatre aéronefs, y compris un Geschwaderkommodore. En règle générale, il y a trois Gruppen (groupes) au titre de chaque Geschwader et parfois un quatrième, voire un cinquième Gruppe a été ajouté pour les Geschwader de chasseurs monomoteurs. À plusieurs reprises, la chasse de jour ou Jagdgeschwader a été formé avec une force de quatre Gruppe depuis le début.
| Mission             | Nom                    | Abréviation                     | Exemples        |
| ------------------- | ---------------------- | ------------------------------- | --------------- |
| Chasse              | Jagdgeschwader         | JG                              | JG 11, JG 27    |
| Bombardier          | Kampfgeschwader        | KG                              | KG 4, KG 30     |
| Bombardier en piqué | Sturzkampfgeschwader   | StG                             | StG 2, StG 77   |
| Avions de transport | Transportgeschwader    | TG                              | TG 4, TG 172    |
| Formation avancée   | Lehrgeschwader         | LG                              | LG 1, LG 2      |
| Planeur             | Luftlandegeschwader    | LLG                             | LLG 1, LLG 2    |
| Chasse de nuit      | Nachtjagdgeschwader    | NJG                             | NJG 3, NJG 11   |
| Attaque au sol      | Schlachtgeschwader     | SchG, plus tard remplacé par SG | SG 2, SG 1      |
| Bombardier rapide   | Schnellkampfgeschwader | SKG                             | SKG 10, SKG 210 |
| Chasseur lourd      | Zerstörergeschwader    | ZG                              | ZG 26, ZG 76    |

- Jagdgeschwader (JG) - la chasse de jour généralement équipée de Messerschmitt Bf 109 ou Focke-Wulf Fw 190 dans un rôle de chasse ou de chasseur-bombardier ;
- Nachtjagdgeschwader (NJG) - la chasse de nuit généralement équipée de chasseurs lourds équipés de radar tels que le Messerschmitt Bf 110 ou Junkers Ju 88 contre les bombardiers Alliés ;
- Zerstörergeschwader (ZG) - zerstörer signiefie littéralement "destroyer" comme destroyer dans la marine ; ces unités sont généralement équipées de chasseurs lourds bimoteurs tels que le Bf 110 ou Messerschmitt Me 410 ;
- Schlachtgeschwader (SG) - schlacht signifie "bataille" ; ils sont prévus pour des attaques au sol ou en appui aérien rapproché, généralement équipés de Junkers Ju 87 Stuka et plus tard, de Fw 190 (version d'attaque au sol) ;
- Sturzkampfgeschwader (STG) - bombardier en piqué ; les Ju 87 Stuka ont eu ce rôle, mais la plupart ont été re-désignés Schlachtgeschwader (SG) en 1943 ;
- Kampfgeschwader (KG) - principalement une unité de bombardiers moyens, avec des avions typique comme le Heinkel He 111 et le Junkers Ju 88 ;
- Lehrgeschwader (LG) - un Geschwader créé pour tester de nouveaux équipements dans des conditions opérationnelles et d'évaluer de nouvelles tactiques ; le personnel de cette unité pouvait voler sur plusieurs types d'aéronefs ;
- Transportgeschwader (TG) - l'aéronef typique étant le Junkers Ju 52/3m ou le Messerschmitt Me 323 ; la désignation "TG" est le résultat de la réorganisation de la branche des transports en 1943 ; ces unités ont déjà été désignés KG zbV (Kampfgeschwader zur besonderen Verwendung ou « Geschwader de combat à des fins spéciales ») ;
- Kampfschulgeschwader (KSG) - une école de formation de bombardiers ;
- Luftlandegeschwader (LLG) - unité de planeurs utilisée par les Fallschirmjäger ou parachutistes ;
- Schnellkampfgeschwader (SKG) - bombardier rapide ; deux unités équipées de chasseurs-bombardiers avec un ou 2 moteurs ont été utilisées pour l'attaque au sol ou des missions rapides au-dessus du Royaume-Uni ; plus tard absorbées par d'autres unités ou renommées Schlachtgeschwader.

Comme la guerre progresse, les différentes sous-unités d'un même Geschwader peuvent être commandées séparément et souvent sur plusieurs fronts totalement différents.

### Gruppe
Le Gruppe (équivalant à un Squadron dans la RAF ou un Groupe dans l'Armée de l'air), comprenant 3 à 4 staffeln ou escadrilles, est l'unité de base autonome dans la Luftwaffe que ce soit pour l'administration ou pour l'utilisation opérationnelle. Chaque Gruppe a un Gruppenstab (état-major) de trois avions. Le Gruppe est commandé par un Gruppenkommandeur, un Major ou Hauptmann. Il a une petite équipe, comprenant l'administration, les opérations, les services médicaux et techniques. Un Gruppe, habituellement, occupe un aérodrome. Les Gruppen du même Geschwader occupent souvent - mais pas systématiquement - des aérodromes adjacents. Chaque Gruppe a un peloton de transmissions, de mécanique et du personnel administratif. Il y a aussi un doublement de l'équipage formé pour la lutte contre les incendies, comme les policiers formés par du personnel de la Waffen-SS.

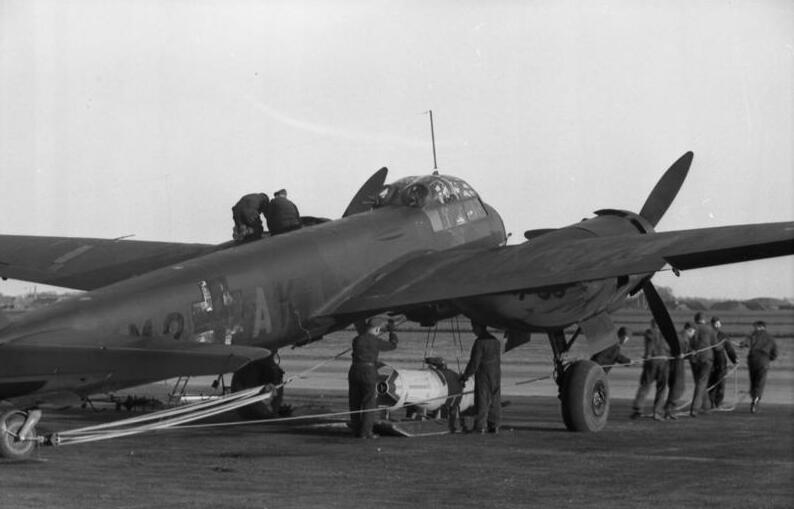
Un Junkers Ju 88 A-4 du 2./Küstenfliegergruppe 106, en cours de chargement de bombes, 1942.

Comme pour les Geschwader, le Gruppe inclut une équipe d'officiers chargée des tâches administratives supplémentaires, généralement un adjutant et des officiers des services techniques, médicaux et d'opérations. Ces officiels sont généralement (mais pas toujours) des membres d'équipage ou des pilotes désignés parmi les cadres opérationnels dans l'unité.
Les Gruppen sont désignés par des chiffres romains: I, II, III et IV. Ce chiffre est combiné avec la désignation abrégée du Geschwader - par exemple, le deuxième Gruppe du Jagdgeschwader 11 est désigné II./JG 11. Chaque Gruppe à son tour, se compose de trois Staffeln (escadrilles). Au total, chaque groupe a trente à quarante aéronefs, y compris la Gruppenstab. Un Gruppe est souvent transférés d'un Geschwader à l'autre. Après un transfert, ils sont redésignés, par exemple, Gruppe II du Jagdgeschwader 3, II./JG 3 a été transféré à la Jagdgeschwader 1 comme Gruppe I et est donc redésigné I./JG 1. Ses Staffeln sont également renumérotés - 1./JG 1, 1 et 2./JG 3./JG 1. Dans le cas de Geschwaders de bombardiers, un Ergänzungsgruppen (groupe de formation) peut être attaché à ce Geschwader comme cinquième Gruppe et désigné «V» (le cinquième).
Bien que tous les Gruppen dans un Geschwader effectuent le même rôle, ils ne sont pas toujours équipés du même avion. Cela a été plus fréquents dans les Geschwader de chasse, mais également dans les unités de bombardiers. Certains Gruppen d'un Geschwader de chasse sont équipés de Messerschmitt Bf 109, tandis que d'autres sont équipés de Focke-Wulf Fw 190. Parmi les Geschwaders de bombardiers, certains Gruppen sont équipés de Dornier Do 17 tandis que d'autres ont soit des Heinkel He 111, soit des Junkers Ju 88.
Il y a plusieurs Gruppen agissant dans des rôles spécialisés autonomes. Ce sont les suivants :
- Küstenfliegergruppe (KuFlGr) (littéralement : groupe d'aéronefs côtiers). Groupe de reconnaissance du littoral ; ces unités ont rempli un rôle semblable au Coastal command de la RAF et sont généralement équipés d'hydravions comme le Heinkel He 115 et le Dornier Do 18 ainsi que des bombardiers terrestres telles que les Dornier Do 17 ; ces unités ont également été utilisés pour attaquer des navires ;
- Minensuchgruppe (Mgr) - (littéralement : groupe de recherche de mines). Des Junkers Ju 52 équipés de grands anneaux électromagnétiques qui ont été conçus pour balayer les champs de mines magnétiques dans la mer ;
- Bordfliegergruppe (BFGr) - (littéralement : groupe d'avions embarqués). Hydravions Arado Ar 196 sur cuirassés et croiseurs ;
- Aufklärungsgruppe (F) - (littéralement : groupe de reconnaissance longue distance). Il a plus tard été changé pour Fernaufklärungsgruppe (Fagr), du mot allemand Fern (loin) ;
- Aufklärungsgruppen (H) - des unités d'abord rattachées à l'armée (Heer) ; elles ont servi pour la reconnaissance tactique et photographique et ont ensuite été redésignées Nahaufklärungsgruppe (NAGr), à partir du mot allemand Nahe (Proche) ; les. aéronefs typiques ont été des Messerschmitt Bf 109, Bf 110 et Junkers Ju 88, même si un large éventail de types d'aéronefs a été utilisé, y compris les Focke-Wulf Fw 189 ;
- Trägergruppe (TrGr) - (littéralement groupe de transporteur) ils consistent en Junkers Ju 87 (Stukas) et en Bf 109 T pour le projet de porte-avions allemands Graf Zeppelin ; le groupe a été dissous en 1940 après que le projet de transporteur a été abandonné ;
- Ergänzungsgruppen (ERgGr) - les groupes complémentaires qui ont été attachées à un Geschwader pour le remplacement et la formation des avions perdus ;
- Erprobungsgruppe (ErpGr) - un Gruppe spécialisé pour les essais sur le terrain de nouveaux modèles et sur les avions alliés saisis ;
- Nachtschlachtgruppe (NSGr) - (littéralement groupe d'attaque au sol de nuit) principalement utilisés dans la lutte anti-personnel et des rôles anti-char ;
- Nahaufklarungsgruppe (H) - groupes armés de reconnaissance ou Heersaufklärungs ;
- Seeaufklärungsgruppe (SAGR) - un Gruppe pour la reconnaissance maritime ;
- Jagdbomberstaffel (Jabo) - Un Staffel de chasseur-bombardier, dans un Gruppe : se réfère principalement à une escadrille d'attaque au sol ; il a été plus important avec Heinz Knoke avec les bombardements alliés ;
- Luftbeobachtungstaffel, plus tard Wetterkungdungsstaffel (Weku ou Wekusta) - Un Staffel destiné à des opérations météorologiques.

Chaque Gruppe est composé de trois ou quatre Staffeln, mais à la fin de 1944, un quatrième Staffel est généralement ajouté aux unités de combat, ce qui porte une force constante d'environ 65 à 70 appareils, bien que cela eut tendance à fluctuer fortement pendant les années de guerre, Les effectifs variant entre 35 et 150 membres d'équipage, et de 300 à 500 personnels au sol.
Pendant l'écoulement de la guerre, un quatrième Gruppe a été introduit dans de nombreux Geschwader, d'abord comme unité de formation opérationnelle avec de nouveaux personnels navigants. Toutefois, ces Gruppen ont rejoint les autres unités de première ligne, effectuent les mêmes tâches que leurs formations-sœurs, tandis que de nouvelles Ergänzungseinheiten (unités d'entraînement opérationnel), ont été formées et ont pris leurs tâches.

### Staffel
Un Staffel (pluriel : staffeln) est l'équivalent d'une escadrille. Il est théoriquement composé de douze avions, mais certains Staffeln n'en avaient que cinq ou six, tandis que d'autres en avaient entre douze et seize.
Il est dirigé par un Staffelkapitän de grade Hauptmann, Oberleutnant ou Leutnant. Les Staffeln étaient numérotés en chiffres arabes au sein d'un Geschwader quelle que soit l'appartenance du Gruppe. La désignation du Staffel est semblable à celle d'un Gruppe sauf pour les chiffres arabes. Par exemple, le Staffel 6 du Jagdgeschwader 27 était désigné 6./JG 27.
Les Staffeln du Gruppe I étaient numérotés 1, 2 et 3, ceux du Gruppe II numérotés 4, 5 et 6. Ainsi de suite pour le reste des groupes. Quand un Staffel était transféré d'un groupe à un autre ou d'un Geschwader à un autre, il était renuméroté en conséquence.
Chacun des Staffeln avait un petit nombre de véhicules attachés à son service, ainsi qu'une Fliegerhorstkompanie (compagnie au sol) pour faire les réparations mineures.
Celle-ci était habituellement rattachée à un Geschwader et nommé d'après lui.
L'effectif du personnel au sol variait en fonction de son type, environ 150 pour une unité de combat et 80 pour une unité de bombardement, ce personnel réduit dans les unités de bombardiers tenant à ce que ces unités en service étaient en plus grand nombre et fournies par des éléments rattachés au Luftgau (district aérien) local.
Après la mi-1942 à la suite de l'opération Barbarossa, les unités de bombardiers nocturnes des Vaïenno-Vazdouchnye Sily (VVS ou forces militaires aériennes) soviétiques, comme les sorcières de la nuit, harcèlent les envahisseurs allemands en utilisant des biplans obsolètes Polikarpov Po-2.
La Luftwaffe a commencé à mettre en place des unités de la taille d'un Staffel, connues sous le nom de Störkampfstaffeln. Finalement, des groupes d'attaque au sol de nuit Nachtschlachtgruppen furent utilisés pour le même objectif que les unités soviétiques. La Luftwaffe organise ses propres unités de harcèlement en utilisant également des avions dépassés, mais de conception allemande. Le Heinkel He 46, l'Arado Ar 66, le Focke-Wulf Fw 56 et même le Gotha Go 145, biplan de formation standard, ont tous été déployés à cet effet pour tenter d'imiter le succès des Soviétiques.
Des unités spécialisées de la taille d'un Staffel ont aussi existé au sein de la Luftwaffe pour des tâches spécialisées telles que l'observation météorologique Wettererkundungsstaffeln, (contracté en Wekusta), les armes spécialisées (un Staffel 92 devait être doté de Junkers Ju 88P (destructeurs de bombardiers) équipé d'un canon anti-char et même en dehors de la Luftwaffe, tels que les Staffeln exploités en défense d'usine.

### Schwarm, Rotte et Kette
Un Staffel est divisé en trois Schwärme (ou escadrille) composé de quatre à six avions.
Un Schwarm de chasse est divisé en deux Rotten qui est une paire d'avions. Le Rotte est l'unité de combat de base, consistant en un leader et un ailier.
Un Schwarm de bombardiers est divisé en une Kette de trois avions volant en formation en "V".

### Organigramme
Organigramme classique :
- Geschwader
  - I.Gruppe
  - II.Gruppe
  - III.Gruppe
  - IV.Gruppe
    - 1.Staffel
    - 2.Staffel
    - 3.Staffel

Exemple :
- Jagdgeschwader 2
  - I./JG 2
  - II./JG 2
  - III./JG 2
  - IV./JG 2
    - 10./JG 2
    - 11./JG 2
    - 12./JG 2

## Marques d'identification des aéronefs et des systèmes de camouflage

### Marques d'identification des aéronefs

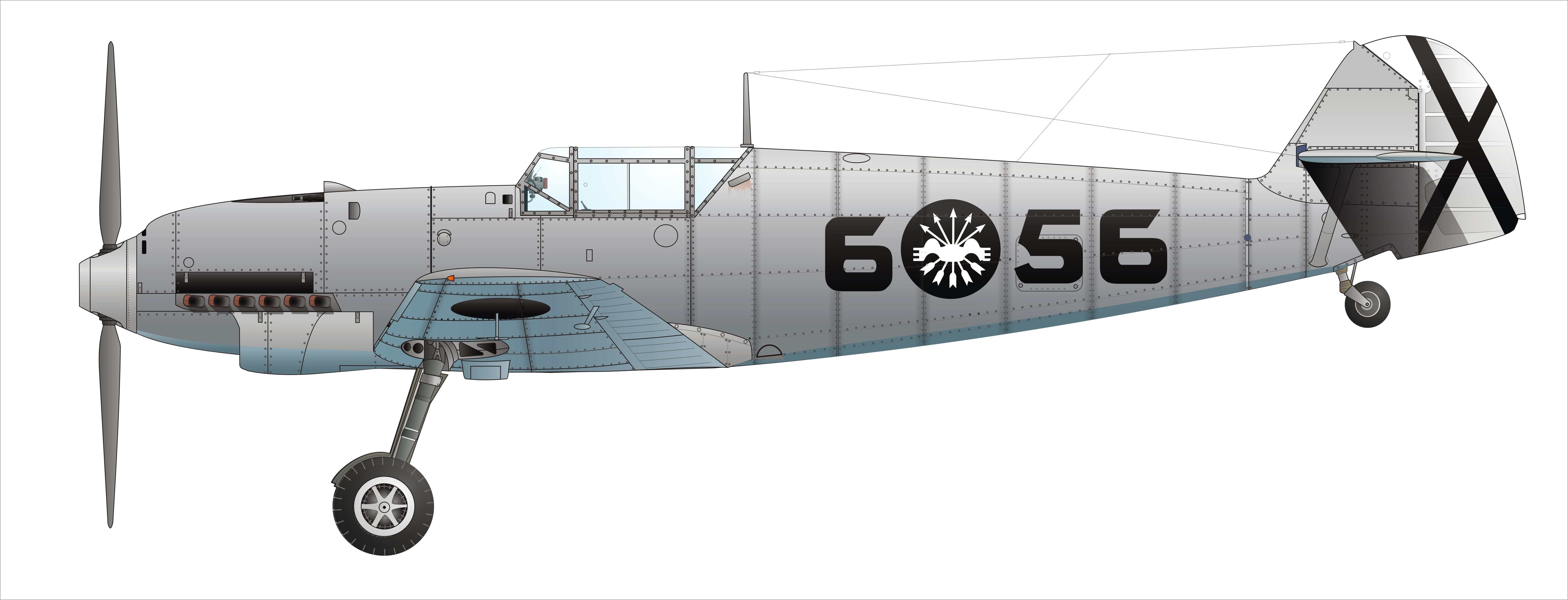
Un Messerschmitt Bf 109 de la Légion Condor avec croix de saint André sur la queue.

Des marques sur les aéronefs ont été utilisées pour distinguer les amis des ennemis. Il y a eu plusieurs changements dans les marques d'identification à partir de 1935 jusqu'à la fin de la guerre en 1945 dans la Luftwaffe. De 1933 à 1935, les avions civils ont été peints avec une bande rouge vif avec une croix gammée noire Hakenkreuz dans un cercle blanc qui se superposent. À partir de 1936, la Balkenkreuz (Croix nationales à quatre branches égales par ailleurs) a été appliquée en noir et blanc. Elle a été peinte sur le fuselage à mi-chemin entre l'aile et la queue et sur les faces supérieure et inférieure de chaque aile. Cela a contribué à l'identification immédiate. Au cours de la guerre civile espagnole, à laquelle la Luftwaffe a participé par l'intermédiaire de la Légion Condor, les avions ont été repeints avec une Croix de saint André (ou croix de Bourgogne) blanche dans un cercle noir sur les ailes, la queue de l'appareil étant toute blanche avec la Croix de saint André en noir sur le gouvernail. À partir de 1938, la queue a été peinte avec une croix gammée noire sur fond blanc. Les aéronefs sanitaires ont été peints avec une croix rouge sur fond blanc. Plus tard, quand le camouflage était devenu plus indispensable, la Balkenkreuz est réalisé avec seulement un contour blanc ou noir.
Jusqu'en 1935, l'aviation civile n'avait qu'un enregistrement peint sur le fuselage. Cela se faisait habituellement la lettre D (pour Deutschland), Suivi par trois ou quatre chiffres. Après 1935, des avions militaires ont porté, sur le fuselage, un code de trois lettres et un chiffre arabe avec la Balkenkreuz après les deux premières lettres. Ce code ou Geschwaderkennung représente les détails sur le Geschwader, Gruppe ou Staffel d'appartenance. Si le numéro du Staffel est indiqué, le Gruppe est alors omis.

### Programme de camouflage
Dans la Luftwaffe, il y a eu des règlements communs sur les motifs de camouflage sur le champ de bataille. Dans la pratique, ils ont été modifiés ou ignorés.
Les unités ont utilisé dans diverses régions leur propre style de peinture de camouflage sur l'avion à l'exception des marquages d'identification d'unités.
Les unités dans les régions septentrionales de l'Europe ont utilisé des lignes ondulées bleu pâle sur fond gris.
Les unités de chasseurs de nuit ou de bombardiers ont peint leurs aéronefs entièrement en noir avec un motif gris clair ou brun clair. Parfois, ils sont peints en bleu clair avec des taches bleu foncé.
Les aéronefs de reconnaissance et de lutte maritime sur la mer du Nord, pour se confondre avec leur environnement particulier ont peint la partie inférieure de l'avion en bleu pour ressembler au ciel vu de dessous et la partie supérieure d'un vert gris foncé ou noir pour ressembler à la mer vue de dessus.
En 1943, la conjoncture économique se faisant sentir, les unités de première ligne ont utilisé des avions capturés à l'ennemi avec leurs camouflages, entraînant un contrôle des procédures de camouflage encore plus strictes. Avec des unités dispersées et de fréquentes réorganisations, les modèles de camouflage complexes sont devenus moins courants, le vert foncé devenant de plus en plus la norme.
Avec la détérioration des conditions sur les champs de bataille et la rareté des fournitures, diverses combinaisons de couleurs ont été utilisées de manière bigarrée. Cette situation a changé uniquement pour les unités qui ont volé dans le cadre de la campagne de la Défense du Reich (Reichsverteidigung). Ces unités ont adopté le modèle d'une bande de couleur distincte sur le fuselage en partie arrière.

#### Unités de chasseurs de jour
Les unités de combat utilisant des moteurs à pistons ont utilisé un code à chevrons pour représenter le rang hiérarchique ou de l'ancienneté du pilote. Ainsi des barres, des points ou des croix représentant le Gruppe à laquelle l'avion appartient, et un nombre représentant la Jagdgeschwader ont été utilisés. Le Jagdgeschwaderkommander est représenté par deux chevrons et une barre verticale. Le Gruppenkommander est représenté par deux chevrons, tandis qu'un officier tactique du Gruppe est représenté par un chevron et un cercle. Des abréviations du Geschwader tels que JG 11, ZG 110 ont été également appliquées. Pour un pilote du groupe, une large ligne noire est appliquée tout autour du fuselage de l'avion. Certaines unités de combat de jour ont utilisé des motifs géométriques d'une alternance de bandes noires et blanches horizontales sur le capot moteur, ou des modèles de représentations de damiers, également sur le capot. Au cours de la campagne de la défense du Reich, il y a eu une adoption générale des bandes de couleur d'identification à l'arrière du fuselage pour tous les Jagdgeschwader, mais elle a été généralement abandonnée à la mi-1944. À un moment donné, la couleur blanche sur le gouvernail a été testée pour les unités affectées à la défense du Reich.
La façon officieuse pour représenter son unité a été la reproduction sur le fuselage du badge de l'unité, à la discrétion de l'officier commandant, ces badges étant de toutes formes, tailles et représentations. Sur le front de l'Est, ils ont été officiellement interdits les dernières années de la guerre car ces badges ont permis de fournir des renseignements à l'ennemi.

#### Unités de chasseurs de Nuit

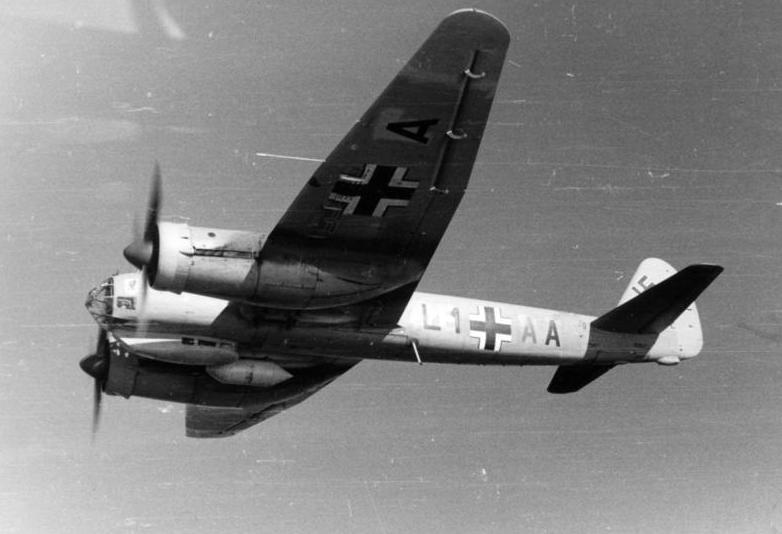
Un Ju 88A avec la Geschwaderkennung de la Lehrgeschwader 1 sur les côtés du fuselage, à gauche de la Balkenkreuz en 1941

Les Geschwaders, autres que les chasseurs de jour, portaient habituellement un code d'identification à quatre caractères, en commençant par deux caractères alphanumériques Geschwaderkennung (un code unique à chaque Geschwader) à gauche du marquage national de la Balkenkreuz et deux lettres à la droite, ce qui signifie que le marquage individuel de l'avion comme troisième lettre et la lettre désignant le Staffel à l'intérieur d'un Geschwader comme quatrième et dernière lettre. Le code complet de quatre caractères est généralement indiqué sur les flancs du fuselage, parfois avec le marquage individuel de l'avion répété sous les ailes. Les Gruppe et Staffel peuvent également avoir leur propre code unique, le plus souvent utilisé pour des groupes d'aviation maritime et de reconnaissance et les escadrilles d'observation météorologique (Wettererkundungsstaffeln ou Wekusta. Vers la fin de la guerre, les codes Geschwaderkennung ont été peints sur les flancs du fuselage dans une taille beaucoup plus réduite, peut-être comme une mesure de sûreté de faible visibilité. Ce code a tendance (mais pas toujours) à être supprimé purement et simplement en 1945.

## Forces de combat terrestre de la Luftwaffe

### Division de campagne de la Luftwaffe
Au début de 1942, à l'est, la Luftwaffe est constituée de sept Feldregimenter der Luftwaffe (régiments de campagne de la Luftwaffe). Ce sont principalement des régiments formés de bénévoles ou d'un excédent de personnel de la Luftwaffe. Leur but est de maintenir la sécurité des aérodromes contre les activités des partisans soviétiques. Chaque régiment se compose de quatre bataillons. Chaque bataillon se compose de trois compagnies légères et une compagnie lourde. Ils ont également eu une compagnie de commandement et un peloton des transmissions. La compagnie lourde emploie douze canons de 20 mm et quatre canons de 88 mm à double usage. Il y a aussi un bataillon anti-chars. Il y a deux compagnies équipées de neuf canons de 5 cm PaK 38 et une compagnie équipée d'armes à feu saisies en Russie de calibre 7,62 cm.
En raison d'un manque de formation en techniques de combat au sol, ces régiments ont été limités à des opérations défensives. Bien que l'intention est d'agir comme une seule unité, les divisions ont été séparées et ont servi avec l'armée de terre ou les unités de Fallschirmjäger. Alors que dans l'armée de terre, ces unités ont été sous le commandement tactique de l'armée de terre, mais administrativement toujours sous contrôle de la Luftwaffe, dans le cas de la Luftwaffe, elles ont été sous le contrôle du XIII. Fliegerkorps.
Sur le plan administratif, ces unités étaient sous le contrôle de quatre corps de campagne (Luftwaffen-Feldkorps) de la Luftwaffe numérotés I, II, III et IV. Chacune est commandée par un General der Luftwaffe (général de l'armée de l'air). La force d'une Division de campagne de la Luftwaffe a été la moitié de celui d'une division d'infanterie de l'armée de terre.
Il y a eu aussi un bataillon mixte de Flak et d'artillerie, la composition du bataillon d'artillerie pouvant varier.
La Division de campagne de la Luftwaffe dispose d'un personnel administratif minime avec le personnel de soutien logistique du génie, les compagnies médicales et d'approvisionnement ainsi que d'entretien. Bien que la division a donné l'impression de force, la réalité était qu'elle avait à peine la taille d'une brigade de l'armée. En date du 28 octobre 1943, le 1. Luftwaffen-Feld-Division signale un effectif de 6 429 hommes composé d'officiers, de sous-officiers et d'hommes de troupe, mais la force de combat n'est que de 2 779 hommes.
Bien que l'armée de terre fut à court de main-d'œuvre, Göring bloque le transfert du personnel de la Luftwaffe excédentaire pouvant être formé pour l'armée de terre et augmenter le nombre de divisions sur le terrain. Outre le manque de formation et d'expérience de combat de commandants de la Luftwaffe, l'armée de terre a dû fournir l'équipement de ces unités. Au lieu d'être utilisées sur des sections plus calmes dans divers fronts pour soulager les unités de l'armée de terre qui auraient pu être utilisées ailleurs, ces unités ont été mises en action là où les Allemands ont subi beaucoup de pertes et ont, par conséquent, énormément souffert.

### Parachutistes de la Luftwaffe

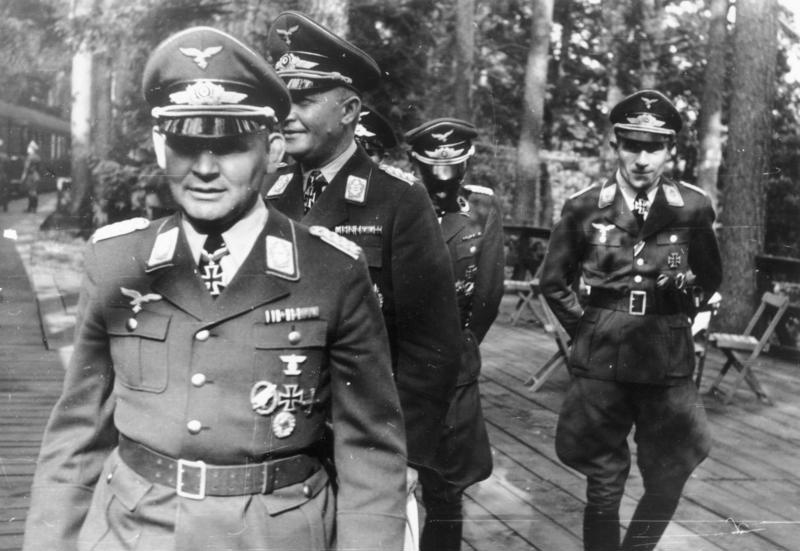
Le commandant des Fallschirmjäger Kurt Student avec Hermann-Bernhard Ramcke et Hans Kroh en 1941

Une des caractéristiques uniques de la Luftwaffe (par opposition aux forces aériennes indépendantes des autres nations), est la possession d'une substance organique parachutiste en vigueur, les Fallschirmjäger. Ils ont été créés en 1938.
Ils ont vu l'action dans leur propre rôle de forces parachutistes au cours de l'année 1940-1941, notamment dans la capture du Fort d'Ében-Émael contre l'armée belge et la Bataille des Pays-Bas en mai 1940, Ils ont également pris part à l'invasion de la Crète en mai 1941. Plus de 4 000 Fallschirmjäger ont été tués pendant l'opération de Crète. Par conséquent, ces forces n'ont été utilisées que pour les opérations à plus petite échelle, telles que le sauvetage réussi de Benito Mussolini, le dictateur d'alors déchu de l'Italie, en 1943. Dès lors, les formations de Fallschirmjäger ont été utilisées comme unités d'infanterie (bien que force d'élite) dans tous les autres théâtres d'opérations durant le restant de la guerre.

### Division parachutiste blindée de la Luftwaffe
Comme ministre prussien de l'Intérieur, Göring forme une force de police d'élite au début de 1933. Elle se compose de 400 hommes ayant son quartier général à Berlin. Après plusieurs changements de nom dans les six mois suivants, elle est nommée  Landespolizeigruppe General Göring. Au cours des deux années suivantes, elle grandit pour devenir le Regiment General Göring. Après que la formation de la Luftwaffe a été annoncée, Göring transfère cette force dans l'armée de l'air allemande. À cette époque, elle se compose des unités suivantes :
- Regimentstab (état-major)
- Musikkorps (musique militaire)
- I & II Jäger-Batallionen
- 13. Kradschützen-Kompanie
- 15. Pionier-Kompanie
- Reiterzug
- Nachrichtenzug

À la fin 1937, les volontaires du Corps parachutiste sont transférés dans le I.Jäger - Bataillon. Ces derniers avec le 15. Pionier–Kompanie forment le IV. Fallschirmschützen–Battalion. Ils ont toujours continué à faire partie du Regiment Hermann Göring jusqu'à mars 1938. En mars, ils sont rebaptisés I. / Fallschirmjäger-Regiment 1. En fin 1939, le régiment s'est élargi encore et se compose des unités suivantes :
- Regimentstab
- Musikkorps
- Stabbsbatterie
- I. (Schwere) Flak-Abteilung (bataillon d'artillerie anti-aérienne lourde)
- II. (Leichte) Flak -Abteilung (bataillon d'artillerie anti-aérienne légère)
- III. Scheinwerfer-Abteilung (bataillon de recherche)
- IV. (Leichte) Flak-Abteilung
- WachBattalion
  - Reiterschwadron (Escadron monté)
  - 9.Wach - Kompanie
  - 10.Wach - Kompanie
  - 11.Wach - Kompanie
- Réserve Scheinwerfer - Abteilung
- Ersatz- Abteilung
- (Schwere) Eisenbahn Flak-Batterie (batterie Flak lourde montée sur rail)
- (Leichte) Flak-Batterie (batterie Flak légère)

Le 1er octobre 1944, la division s'élargit pour devenir la Hermann Goering FallschirmPanzerkorps. Afin d'atteindre son objectif, une autre division appelée Fallschirm - Panzergrenadier Division 2 Hermann Göring est également formée en se dotant de nouvelles recrues de l'armée de terre et la Luftwaffe.

### Unités anti-aériennes de la Luftwaffe

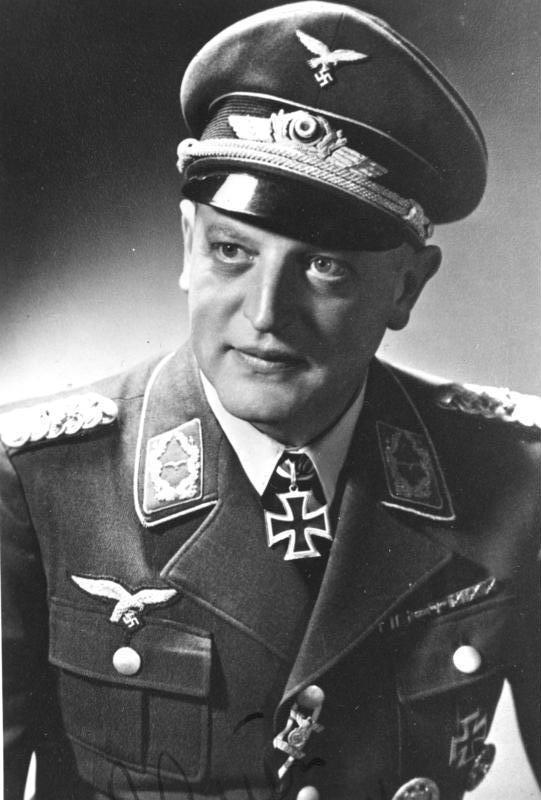
Oskar Bauer, commandant de la II. Division Flak-Regiment 4 en mai 1942

Le bataillon de défense antiaérienne mixte (Abteilung) est une partie de la Division de campagne de la Luftwaffe. Il est équipé de batteries lourdes de trois canons de 2 cm (en) et quatre canons de 88 mm ainsi que de vingt-sept canons antiaériens de 20 mm. Il possède un état-major ainsi que des troupes de transmission.
Les unités anti-aériennes ont été formées en bataillons (Flak-Abteilungen), en régiments (Flak-Regimenter), en brigades (Flak-Brigaden par exemple Flak Brigade XIX), en divisions (Flak-Divisionen, par exemple 27.Flak-Division) et en corps (Korps).
Les bataillons sont dits «légers» (leichte), «mixte» (gemischte) ou «lourds» (schwere) Flak-Abteilung), en se référant à la taille et calibre des armes à feu dans leurs batteries.
Les canons de Flak en cours d'utilisation ont été de cinq calibres différents- 20 mm (en) et 37 mm (de) et les plus lourds 88 mm , 105 mm et 128 mm.
Au cours de la guerre, les attaques continues d'abord de la Royal Air Force, puis des bombardiers de l'USAAF sur les villes allemandes ont conduit à l'augmentation du nombre d'unités de Flak déployées en Allemagne. Vers la fin de la guerre, les unités AA ont été renforcées par l'utilisation d'unités étrangères et de jeunes Allemands.

## Liste des unités de l'Air de la Luftwaffe

### Fliegerkorps
Ce qui suit est une liste de tous les Fliegerkorps qui ont été actifs entre 1933 et 1945 :
- I. Fliegerkorps
- II. Fliegerkorps
- III. Fliegerkorps
- IV. Fliegerkorps
- V. Fliegerkorps
- VIII. Fliegerkorps
- IX. Fliegerkorps
- X. Fliegerkorps
- XI. Fliegerkorps
- XII. Fliegerkorps
- XIII. Fliegerkorps
- XIV. Fliegerkorps
- Fliegerkorps Tunis

### Flieger-Divisionen
Ce qui suit est une liste de toutes les Flieger-Divisionen qui ont été actifs entre 1933 et 1945 :
- 1. Flieger-Division
- 2. Flieger-Division
- 3. Flieger-Division
- 4. Flieger-Division
- 5. Flieger-Division
- 6. Flieger-Division
- 7. Flieger-Division
- 9. Flieger-Division
- 10. Flieger-Division
- 11. Flieger-Division
- 12. Flieger-Division
- 14. Flieger-Division
- 15. Flieger-Division
- 16. Flieger-Division
- 17. Flieger-Division
- 18. Flieger-Division
- 21. Flieger-Division
- 22. Flieger-Division
- 31. Flieger-Division
- Flieger-Division Donez

### Jagd-Divisionen
Ce qui suit est une liste de toutes les Jagd-Divisionen  qui ont été actifs entre 1933 et 1945 :
- 1. Jagd-Division
- 2. Jagd-Division
- 3. Jagd-Division
- 4. Jagd-Division
- 5. Jagd-Division
- 7. Jagd-Division
- 8. Jagd-Division
- 30. Jagd-Division

### Fliegerführer
Ce qui suit est une liste de tous les Fliegerführer qui ont été actifs entre 1933 et 1945 :
- Fliegerführer 1
- Fliegerführer 2
- Fliegerführer 3
- Fliegerführer 4
- Fliegerführer 5
- Fliegerführer 6
- Fliegerführer 200
- Fliegerführer XI. Fliegerkorps
- Fliegerführer Afrika
- Fliegerführer Albanien
- Fliegerführer Arad
- Fliegerführer Atlantik
- Fliegerführer Berlin
- Fliegerführer Berlin-Mitteldeutschland
- Fliegerführer Drontheim
- Fliegerführer Eismeer
- Angriffsführer England
- Fliegerführer Gabes
- Fliegerführer Graz
- Fliegerführer Irak (en)
- Fliegerführer Kirkenes
- Fliegerführer Korsika
- Fliegerführer Kreta
- Fliegerführer Krim/Sewastopol
- Fliegerführer Kroatien
- Fliegerführer Lofoten
- Fliegerführer Mittelmeer
- Fliegerführer Nord
- Fliegerführer Nordbalkan
- Fliegerführer Nordmeer
- Fliegerführer Nord (Ost)
- Fliegerführer Nord (West)
- Fliegerführer Ostsee
- Fliegerführer Pillau
- Fliegerführer Sardinien
- Fliegerführer Schwarzes Meer
- Fliegerführer Sizilien
- Fliegerführer Süd
- Fliegerführer Südosten
- Fliegerführer Südosten-Kroaten
- Fliegerführer Tunis
- Fliegerführer West
- Fliegerführer z.b.V.

### Jagdfliegerführer
Ce qui suit est une liste de tous les Jagdfliegerführer ou Jafü qui ont été actifs entre 1933 et 1945 :
- Jagdfliegerführer 1
- Jagdfliegerführer 2
- Jagdfliegerführer 3
- Jagdfliegerführer 4
- Jagdfliegerführer 5
- Jagdfliegerführer Balkan
- Jagdfliegerführer Berlin
- Jagdfliegerführer Bordeaux
- Jagdfliegerführer Bretagne
- Jagdfliegerführer Dänemark
- Jagdfliegerführer Deutsche Bucht
- Jagdfliegerführer Griechenland
- Jagdfliegerführer Holland
- Jagdfliegerführer Italien
- Jagdfliegerführer Mitte
- Jagdfliegerführer Mitteldeutschland
- Jagdfliegerführer Mittelrhein
- Jagdfliegerführer Norwegen
- Jagdfliegerführer Nornorwegen
- Jagdfliegerführer Oberitalien
- Jagdfliegerführer Ostland
- Jagdfliegerführer Ostmark
- Jagdfliegerführer Ostpreussen
- Jagdfliegerführer Paris
- Jagdfliegerführer Rumänien
- Jagdfliegerführer Schlesien
- Jagdfliegerführer Sizilien
- Jagdfliegerführer Süd
- Jagdfliegerführer Süddeutschland
- Jagdfliegerführer Südfrankreich
- Jagdfliegerführer Ungarn

### L'école de formation de pilotes et des divisions de formation avancée
Ce qui suit est une liste de toutes les Divisions d'écoles de pilotes qui ont été actifs entre 1933 et 1945 :
- 1. Flieger-Ausbildungs-Division
- 2. Flieger-Ausbildungs-Division
- 1. Flieger-Schul Division
- 2. Flieger-Schul Division
- 3. Flieger-Schul Division
- 4. Flieger-Schul Division

### Liste des bombardiers Geschwader

#### Bombardiers de combatKampfgeschwader(KG)
Ce qui suit est une liste de toutes les unités de bombardiers qui ont été actifs entre 1933 et 1945 :
- Kampfgeschwader 1 "Hindenburg"
- Kampfgeschwader 2 "Holzhammer"
- Kampfgeschwader 3 "Blitz"
- Kampfgeschwader 4 "General Wever"
- Kampfgeschwader 6
- Kampfgeschwader 25
- Kampfgeschwader 26 "Löwen"
- Kampfgeschwader 27 "Boelcke"
- Kampfgeschwader 28
- Kampfgeschwader 30 "Adler"
- Kampfgeschwader 40
- Kampfgeschwader 50
- Kampfgeschwader 51 "Edelweiss"
- Kampfgeschwader 53 "Legion Condor"
- Kampfgeschwader 54 "Totenkopf"
- Kampfgeschwader 55 "Greif"
- Kampfgeschwader 60
- Kampfgeschwader 66
- Kampfgeschwader 76
- Kampfgeschwader 77
- Kampfgeschwader 100
- Kampfgeschwader 101
- Kampfgeschwader 102
- Kampfgeschwader 152 "Hindenburg"
- Kampfgeschwader 153
- Kampfgeschwader 154 "Boelcke"
- Kampfgeschwader 155
- Kampfgeschwader 157 "Boelcke"
- Kampfgeschwader 158
- Kampfgeschwader 200
- Kampfgeschwader 252
- Kampfgeschwader 253 "General Wever"
- Kampfgeschwader 254
- Kampfgeschwader 255
- Kampfgeschwader 257
- Kampfgeschwader 355

#### Bombardiers spécialisésKampfgruppe(KGr.)
Ce qui suit est une liste de toutes les unités de bombardiers spécialisés  qui ont été actifs entre 1933 et 1945 :
- Kampfgruppe 100
- Kampfgruppe 106
- Kampfgruppe 126
- Kampfgruppe 506
- Kampfgruppe 606
- Kampfgruppe 806
- Kommando Schenck
- Gruppe Gartenfeldt
- Lehrgruppe Ju 88

#### Bombardiers en piquéSturzkampfgeschwader(St.G.)
Ce qui suit est une liste de toutes les unités de bombardiers spécialisés  qui ont été actifs entre 1933 et 1945 :
- Sturzkampfgeschwader 1
- Sturzkampfgeschwader 2 Immelmann
- Sturzkampfgeschwader 3
- Sturzkampfgeschwader 5
- Sturzkampfgeschwader 51
- Sturzkampfgeschwader 76
- Sturzkampfgeschwader 77
- Sturzkampfgeschwader 101
- Sturzkampfgeschwader 102
- Sturzkampfgeschwader 151
- Sturzkampfgeschwader 160
- Sturzkampfgeschwader 162
- Sturzkampfgeschwader 163
- Sturzkampfgeschwader 165
- Sturzkampfgeschwader 167
- Sturzkampfgeschwader 168

#### Bombardiers rapidesSchnellkampfgeschwader(SKG)
Ce qui suit est une liste de toutes les unités rapide de bombardement qui ont été actifs entre 1933 et 1945 :
- Schnellkampfgeschwader 10
- Schnellkampfgeschwader 210

#### Unités de formation et d'entraînement
Ce qui suit est une liste de toutes les unités de formation et d'entraînement qui ont été actifs entre 1933 et 1945 :
- Ergänzungskampfgruppe 2
- Ergänzungskampfgruppe 3
- Ergänzungskampfgruppe 4
- Ergänzungskampfgruppe 5
- Ergänzungskampfgruppe 6
- Ergänzungskampfgeschwader 1
- Ergänzungskampfgruppe LT
- Ergänzungskampfgruppe (J)
- Ergänzungsgruppe Kampfgeschwader (J)

### Liste des Geschwader

#### La Chasse de JourJagdgeschwader(JG)
Ce qui suit est une liste de toutes les unités de la Chasse de Jour qui ont été actifs entre 1933 et 1945 :
- Jagdgeschwader 1 "Oesau"
- Jagdgeschwader 2 "Richthofen"
- Jagdgeschwader 3 "Udet"
- Jagdgeschwader 4
- Jagdgeschwader 5 "Eismeer"
- Jagdgeschwader 6 "Horst Wessel"
- Jagdgeschwader 7 "Nowotny"
- Jagdgeschwader 11
- Jagdgeschwader 20
- Jagdgeschwader 21
- Jagdgeschwader 25
- Jagdgeschwader 26 "Schlageter"
- Jagdgeschwader 27 "Afrika"
- Jagdgeschwader 28
- Jagdgeschwader 50
- Jagdgeschwader 51 "Mölders"
- Jagdgeschwader 52
- Jagdgeschwader 53 "Pik As"
- Jagdgeschwader 54 "Grünherz"
- Jagdgeschwader 70
- Jagdgeschwader 71
- Jagdgeschwader 72
- Jagdgeschwader 76
- Jagdgeschwader 77 "Herz As"
- Jagdgeschwader 101
- Jagdgeschwader 102
- Jagdgeschwader 103
- Jagdgeschwader 104
- Jagdgeschwader 105
- Jagdgeschwader 106
- Jagdgeschwader 107
- Jagdgeschwader 108
- Jagdgeschwader 109
- Jagdgeschwader 110
- Jagdgeschwader 111
- Jagdgeschwader 112
- Jagdgeschwader 113
- Jagdgeschwader 114
- Jagdgeschwader 115
- Jagdgeschwader 116
- Jagdgeschwader 117
- Jagdgeschwader 130
- Jagdgeschwader 131
- Jagdgeschwader 132
- Jagdgeschwader 133
- Jagdgeschwader 134
- Jagdgeschwader 135
- Jagdgeschwader 136
- Jagdgeschwader 137
- Jagdgeschwader 138
- Jagdgeschwader 141
- Jagdgeschwader 142
- Jagdgeschwader 143
- Jagdgeschwader 144
- Jagdgeschwader 231
- Jagdgeschwader 232
- Jagdgeschwader 233
- Jagdgeschwader 234
- Jagdgeschwader 300 "Wilde Sau"
- Jagdgeschwader 301
- Jagdgeschwader 302
- Jagdgeschwader 331
- Jagdgeschwader 333
- Jagdgeschwader 334
- Jagdgeschwader 400 (Unité de Me 163)
- Jagdgeschwader 433
- Jagdgeschwader z.b.V. (zur besonderen Verwendung)

#### La Chasse de NuitNachtjagdgeschwader(NJG)
Ce qui suit est une liste de toutes les unités de la Chasse de Nuit qui ont été actifs entre 1933 et 1945 :
- Nachtjagdgeschwader 1
- Nachtjagdgeschwader 2
- Nachtjagdgeschwader 3
- Nachtjagdgeschwader 4
- Nachtjagdgeschwader 5
- Nachtjagdgeschwader 6
- Nachtjagdgeschwader 7
- Nachtjagdgeschwader 11
- Nachtjagdgeschwader 100
- Nachtjagdgeschwader 101
- Nachtjagdgeschwader 102
- Nachtjagdgeschwader 200

#### Chasse spécialeGruppenetStaffeln
Ce qui suit est une liste de toutes les unités de la Chasse spéciale qui ont été actifs entre 1933 et 1945 :
- Jagdgruppe 10
- Jagdgruppe 50
- Jagdgruppe 101
- Jagdgruppe 102
- Jagdgruppe 126
- Jagdgruppe 152
- Jagdgruppe 176
- Jagdgruppe 200
- Jagdgruppe Drontheim
- Jagdgruppe Kirkenes
- Jagdgruppe Losigkeit
- Jagdgruppe Nord
- Jagdgruppe Ost
- Jagdgruppe Stavanger
- Jagdgruppe Süd
- Jagdgruppe West
- Jagdgruppe z.b.V. (zur besonderen Verwendung)
- Jagdverband 44
- Jagdlehrer-Überprüfungsgruppe
- Sturmstaffel 1
- Jagdstaffel Erla
- Jagdstaffel Helgoland
- Jagdstaffel Holland
- Jagdstaffel Münster-Loddenheide
- Rammkommando Elbe
- Kommando Nowotny
- Erprobungskommando 25

#### Groupe de chasse lourdeZerstörergeschwader(ZG)
Ce qui suit est une liste de toutes les unités de chasse lourde  qui ont été actifs entre 1933 et 1945 :
- Zerstörergeschwader 1
- Zerstörergeschwader 2
- Zerstörergeschwader 26 "Horst Wessel"
- Zerstörergeschwader 52
- Zerstörergeschwader 76
- Zerstörergeschwader 101
- Zerstörergeschwader 141
- Zerstörergeschwader 142 "Horst Wessel"
- Zerstörergeschwader 143
- Zerstörergeschwader 144

#### Groupe d'attaque au solSchlachtgeschwader(SG)
Ce qui suit est une liste de toutes les unités d'attaque au sol  qui ont été actifs entre 1933 et 1945 :
- Schlachtgeschwader 1
- Schlachtgeschwader 2 Immelmann
- Schlachtgeschwader 3
- Schlachtgeschwader 4
- Schlachtgeschwader 5
- Schlachtgeschwader 9
- Schlachtgeschwader 10
- Schlachtgeschwader 77
- Schlachtgeschwader 101
- Schlachtgeschwader 102
- Schlachtgeschwader 103
- Schlachtgeschwader 104
- Schlachtgeschwader 111
- Schlachtgeschwader 151
- Schlachtgeschwader 152

#### Unités de formation et d'entraînementErgänzungs-Jagdgeschwader(EJG) etErgänzungs-Jagdgruppe(JGr)
Ce qui suit est une liste de toutes les unités de formation et d'entraînement qui ont été actifs entre 1933 et 1945 :
- Ergänzungs-Jagdgeschwader 1
- Ergänzungs-Jagdgeschwader 2
- Ergänzungs-Jagdgruppe Ost
- Ergänzungs-Jagdgruppe Süd
- Ergänzungs-Jagdgruppe West
- Ergänzungs-Jagdgruppe Merseburg

#### Unités d'évaluation des équipementsLehrgeschwader(LG)
Ce qui suit est une liste de toutes les unités d'évaluation des équipements qui ont été actifs entre 1933 et 1945 :
- Lehrgeschwader 1
- Lehrgeschwader 2
- Lehrgeschwader Greifswald

#### Unités de transport aérienTransportgeschwader(TG)
Ce qui suit est une liste de toutes les unités de transport aérien qui ont été actifs entre 1933 et 1945 :
- Transportgeschwader 1
- Transportgeschwader 2
- Transportgeschwader 3
- Transportgeschwader 4
- Transportgeschwader 5

#### Unités de transport aérien à emploi particulierKampfgeschwader zur besonderen Verwendung(KGzbV)
Ce qui suit est une liste de toutes les unités de transport aérien qui ont été actifs entre 1933 et 1945 :
- Kampfgeschwader zur besonderen Verwendung 1
- Kampfgeschwader zur besonderen Verwendung 2
- Kampfgeschwader zur besonderen Verwendung 3
- Kampfgeschwader zur besonderen Verwendung 172
- Kampfgeschwader zur besonderen Verwendung 323

#### Unités de transport aérienLuftlandegeschwader(LLG)
Ce qui suit est une liste de toutes les unités de transport des troupes aéroportés qui ont été actifs entre 1933 et 1945 :
- Luftlandegeschwader 1
- Luftlandegeschwader 2.